# Golf tại Thế vận hội Mùa hè 2016 - Vòng loại
Vòng loại dành cho môn golf tại Thế vận hội Mùa hè 2016 ở Rio de Janeiro, Brasil được xác định bởi thứ hạng của Liên đoàn golf quốc tế (IGF).
Phương thức loại được dựa trên xếp hạng thế giới (Official World Golf Ranking của nam, Women's World Golf Rankings của nữ) tính tới 11 tháng 7 năm 2016, trong đó có tổng cộng 60 vận động viên sẽ có mặt tại mỗi nội dung dành cho nam và nữ. Top 15 vận động viên hàng đầu sẽ vượt qua vòng loại, tuy nhiên một quốc gia chỉ có tối đa bốn tay golf giành suất theo phương thức này. Các suất còn lại được trao cho các tay golf có thứ hạng cao nhất của các nước chưa có đủ hai tay golf. IGF cũng đảm bảo phải có ít nhất một vận động viên đến từ nước chủ nhà và mỗi khu vực địa lý (châu Phi, châu Mỹ, châu Á, châu Âu, và châu Đại Dương).

## Các vận động viên tham dự

### Nam

Số tay golf nam tới từ mỗi quốc gia dự Thế vận hội 2016
Bốn
Hai
Một
Không có

| Thứ hạng | Tên                  | Nước              | Xếp hạng thế giới |
| -------- | -------------------- | ----------------- | ----------------- |
| 1        | Bubba Watson         | Hoa Kỳ            | 5                 |
| 2        | Henrik Stenson       | Thụy Điển         | 6                 |
| 3        | Rickie Fowler        | Hoa Kỳ            | 7                 |
| 4        | Danny Willett        | Anh Quốc          | 9                 |
| 5        | Justin Rose          | Anh Quốc          | 11                |
| 6        | Sergio García        | Tây Ban Nha       | 12                |
| 7        | Patrick Reed         | Hoa Kỳ            | 13                |
| 8        | Matt Kuchar          | Hoa Kỳ            | 15                |
| 9        | Rafael Cabrera-Bello | Tây Ban Nha       | 28                |
| 10       | An Byeong-Hun        | Hàn Quốc          | 31                |
| 11       | Thongchai Jaidee     | Thái Lan          | 38                |
| 12       | Danny Lee            | New Zealand       | 40                |
| 13       | Emiliano Grillo      | Argentina         | 44                |
| 14       | David Lingmerth      | Thụy Điển         | 48                |
| 15       | Søren Kjeldsen       | Đan Mạch          | 50                |
| 16       | Bernd Wiesberger     | Áo                | 51                |
| 17       | Martin Kaymer        | Đức               | 52                |
| 18       | Kiradech Aphibarnrat | Thái Lan          | 53                |
| 19       | Anirban Lahiri       | Ấn Độ             | 62                |
| 20       | Thorbjørn Olesen     | Đan Mạch          | 64                |
| 21       | Joost Luiten         | Hà Lan            | 65                |
| 22       | Thomas Pieters       | Bỉ                | 66                |
| 23       | Jaco van Zyl         | Nam Phi           | 67                |
| 24       | Fabián Gómez         | Argentina         | 73                |
| 25       | Wang Jeung-hun       | Hàn Quốc          | 76                |
| 26       | Scott Hend           | Úc                | 81                |
| 27       | Marcus Fraser        | Úc                | 86                |
| 28       | Brandon Stone        | Nam Phi           | 92                |
| 29       | Ikeda Yuta           | Nhật Bản          | 93                |
| 30       | Katayama Shingo      | Nhật Bản          | 107               |
| 31       | Grégory Bourdy       | Pháp              | 112               |
| 32       | Julien Quesne        | Pháp              | 123               |
| 33       | Nicolas Colsaerts    | Bỉ                | 124               |
| 34       | Ricardo Gouveia      | Bồ Đào Nha        | 125               |
| 35       | David Hearn          | Canada            | 127               |
| 36       | Ngô A Thuận          | Trung Quốc        | 129               |
| 37       | Miguel Tabuena       | Philippines       | 140               |
| 38       | Lý Hạo Đồng          | Trung Quốc        | 141               |
| 39       | Alex Čejka           | Đức               | 143               |
| 40       | Graham DeLaet        | Canada            | 146               |
| 41       | Fabrizio Zanotti     | Paraguay          | 147               |
| 42       | Pádraig Harrington   | Ireland           | 148               |
| 43       | Ryan Fox             | New Zealand       | 184               |
| 44       | Shiv Chawrasia       | Ấn Độ             | 207               |
| 45       | Danny Chia           | Malaysia          | 230               |
| 46       | Mikko Ilonen         | Phần Lan          | 235               |
| 47       | Jhonattan Vegas      | Venezuela         | 240               |
| 48       | Felipe Aguilar       | Chile             | 248               |
| 49       | Phan Chính Tông      | Đài Bắc Trung Hoa | 256               |
| 50       | Adilson da Silva     | Brasil            | 271               |
| 51       | Séamus Power         | Ireland           | 290               |
| 52       | Espen Kofstad        | Na Uy             | 291               |
| 53       | Roope Kakko          | Phần Lan          | 293               |
| 54       | Nino Bertasio        | Ý                 | 299               |
| 55       | Siddikur Rahman      | Bangladesh        | 308               |
| 56       | Lâm Văn Đường        | Đài Bắc Trung Hoa | 315               |
| 57       | Gavin Green          | Malaysia          | 321               |
| 58       | Matteo Manassero     | Ý                 | 342               |
| 59       | Rodolfo Cazaubón     | México            | 344               |
| 60       | José-Filipe Lima     | Bồ Đào Nha        | 392               |

Các tay golf sau rút lui dù đủ tư cách tham dự: 
- Camilo Villegas của Colombia[8]
- Vijay Singh của Fiji[9][10]
- Kim Kyung-Tae của Hàn Quốc[11]
- Dustin Johnson[12] và Jordan Spieth[13] của Hoa Kỳ
- Shane Lowry, Graeme McDowell, và Rory McIlroy của Ireland[14]
- Branden Grace, Louis Oosthuizen,[15] và Charl Schwartzel của Nam Phi[16]
- Tim Wilkinson của New Zealand[17]
- Matsuyama Hideki[18] và Tanihara Hideto của Nhật Bản
- Victor Dubuisson của Pháp[11]
- Angelo Que của Philippines[19]
- Miguel Ángel Jiménez của Tây Ban Nha[9]
- Jason Day, Marc Leishman,[20] Matt Jones, và Adam Scott của Úc[21]
- Francesco Molinari của Ý[22]
- Brendon de Jonge của Zimbabwe[23]

Virus Zika, nguyên nhân chủ yếu dẫn tới sự rút lui số lượng lớn, có thể sống lâu hơn trong tinh dịch hơn là trong máu, có thể lây sang người bạn tình của một người nam lên tới sáu tháng hoặc lâu hơn sau khi nhiễm, hoặc thậm chí có thể gây dị tật bẩm sinh cho con cái. Các golf thủ nam rút lui lớn hơn nhiều so với số của nữ. Nhiều người cho rằng các vận động viên nữ cần Thế vận hội hơn vì đây là cơ hội để các họ thể hiện mình tới nhiều khán giả hơn.

### Nữ

Số tay golf nữ tới từ mỗi quốc gia dự Thế vận hội 2016
Bốn
Ba
Hai
Một
Không có

| Hạng | Tên                        | Nước              | Thứ hạng thế giới |
| ---- | -------------------------- | ----------------- | ----------------- |
| 1    | Lydia Ko                   | New Zealand       | 1                 |
| 2    | Brooke Henderson           | Canada            | 2                 |
| 3    | Park In-Bee                | Hàn Quốc          | 3                 |
| 4    | Lexi Thompson              | Hoa Kỳ            | 4                 |
| 5    | Kim Sei-Young              | Hàn Quốc          | 5                 |
| 6    | Amy Yang                   | Hàn Quốc          | 6                 |
| 7    | Ariya Jutanugarn           | Thái Lan          | 7                 |
| 8    | Chun In-Gee                | Hàn Quốc          | 8                 |
| 9    | Stacy Lewis                | Hoa Kỳ            | 9                 |
| 10   | Anna Nordqvist             | Thụy Điển         | 11                |
| 11   | Phùng San San              | Trung Quốc        | 13                |
| 12   | Minjee Lee                 | Úc                | 14                |
| 13   | Gerina Piller              | Hoa Kỳ            | 15                |
| 14   | Suzann Pettersen           | Na Uy             | 18                |
| 15   | Nomura Haru                | Nhật Bản          | 22                |
| 16   | Charley Hull               | Anh Quốc          | 27                |
| 17   | Lư Hiểu Tình (Teresa Lu)   | Đài Bắc Trung Hoa | 28                |
| 18   | Cung Di Bình (Candie Kung) | Đài Bắc Trung Hoa | 32                |
| 19   | Pornanong Phatlum          | Thái Lan          | 34                |
| 20   | Carlota Ciganda            | Tây Ban Nha       | 36                |
| 21   | Su-Hyun Oh                 | Úc                | 41                |
| 22   | Oyama Shiho                | Nhật Bản          | 43                |
| 23   | Azahara Muñoz              | Tây Ban Nha       | 48                |
| 24   | Lâm Hy Dư                  | Trung Quốc        | 50                |
| 25   | Sandra Gal                 | Đức               | 55                |
| 26   | Karine Icher               | Pháp              | 60                |
| 27   | Catriona Matthew           | Anh Quốc          | 63                |
| 28   | Caroline Masson            | Đức               | 77                |
| 29   | Nicole Broch Larsen        | Đan Mạch          | 88                |
| 30   | Pernilla Lindberg          | Thụy Điển         | 90                |
| 31   | Alena Sharp                | Canada            | 91                |
| 32   | Gaby López                 | México            | 98                |
| 33   | Mariajo Uribe              | Colombia          | 103               |
| 34   | Nanna Koerstz Madsen       | Đan Mạch          | 109               |
| 35   | Paula Reto                 | Nam Phi           | 122               |
| 36   | Gwladys Nocera             | Pháp              | 134               |
| 37   | Julieta Granada            | Paraguay          | 135               |
| 38   | Kelly Tan                  | Malaysia          | 153               |
| 39   | Marianne Skarpnord         | Na Uy             | 155               |
| 40   | Ashleigh Simon             | Nam Phi           | 214               |
| 41   | Laetitia Beck              | Israel            | 223               |
| 42   | Giulia Molinaro            | Ý                 | 251               |
| 43   | Ursula Wikström            | Phần Lan          | 256               |
| 44   | Noora Tamminen             | Phần Lan          | 274               |
| 45   | Klára Spilková             | Cộng hòa Séc      | 279               |
| 46   | Christine Wolf             | Áo                | 317               |
| 47   | Giulia Sergas              | Ý                 | 326               |
| 48   | Maria Verchenova           | Nga               | 338               |
| 49   | Leona Maguire (a)          | Ireland           | 353               |
| 50   | Albane Valenzuela (a)      | Thụy Sĩ           | 378               |
| 51   | Alejandra Llaneza          | México            | 385               |
| 52   | Chloe Leurquin             | Bỉ                | 402               |
| 53   | Fabienne In-Albon          | Thụy Sĩ           | 408               |
| 54   | Tiffany Chan (a)           | Hồng Kông         | 434               |
| 55   | Michelle Koh               | Malaysia          | 443               |
| 56   | Aditi Ashok                | Ấn Độ             | 444               |
| 57   | Miriam Nagl                | Brasil            | 445               |
| 58   | Victoria Lovelady          | Brasil            | 458               |
| 59   | Stephanie Meadow           | Ireland           | 492               |
| 60   | Maha Haddioui              | Maroc             | 560               |

(a) = nghiệp dư
Các vận động viên rút lui dù đủ tư cách: 
- Dottie Ardina của Philippines[25]
- Lee-Anne Pace của Nam Phi[24][26]

Các vận động viên bị Ủy ban Olympic quốc gia của họ loại:
- Christel Boeljon (hạng 35) và Anne van Dam (51) và vận động viên dự phòng Dewi Schreefel của Hà Lan.[27]
- Cathryn Bristow (hạng 58) của New Zealand[28]